# Bailly-aux-Forges
Bailly-aux-Forges es una comuna francesa situada en el departamento de Alto Marne, en la región de Gran Este.

## Demografía
| 160 | 131 | 133 | 121 | 124 | 126 | 143 |
| Para los censos de 1962 a 1999 la población legal corresponde a la población sin duplicidades (Fuente: INSEE [Consultar]) |     |     |     |     |     |     |